# Vámosszabadi
Vámosszabadi è un comune di 1 083 abitanti situato nella contea di Győr-Moson-Sopron, nell'Ungheria nordoccidentale.